# George Stokes
George Gabriel Stokes (Skreen, 13 agosto 1819 – Cambridge, 1º febbraio 1903) è stato un matematico e fisico irlandese.
Docente dell'Università di Cambridge, diede importanti contributi alla dinamica dei fluidi (per esempio alle equazioni di Stokes e alle equazioni di Navier-Stokes), all'ottica, e alla fisica matematica (si ricordi il teorema del rotore, chiamato anche teorema di Stokes). Egli fu nominato baronetto per meriti scientifici e fu segretario e successivamente presidente della Royal Society.

## Biografia
George Stokes fu il figlio più giovane del pastore Gabriel Stokes, rettore di Skreen, nella Contea di Sligo, in Irlanda, dove nacque e crebbe in una famiglia protestante evangelica. Dopo aver sostenuto gli studi a Skreen, Dublino e Bristol, entrò nel 1837 al Pembroke College di Cambridge, dove quattro anni più tardi, si laureò ed ottenne una borsa di studio. Si sposò nel 1857 con la figlia dell'astronomo John Thomas Romney Robinson. In accordo con gli statuti del college, a causa del matrimonio dovette dimettersi dall'incarico, ma fu rieletto dodici anni più tardi, grazie a nuove leggi. Mantenne la sua posizione nella fondazione fino al 1902, quando il giorno prima del suo 83-esimo compleanno, fu eletto alla presidenza. Non ebbe questo ruolo a lungo, in quanto morì a Cambridge il 1º febbraio dell'anno seguente, e fu sepolto nel cimitero di Mill Road.

### Carriera
Nel 1849, Stokes fu nominato professore lucasiano di matematica a Cambridge. Il 1º giugno, 1899, la ricorrenza del giubileo della sua nomina fu celebrata con una cerimonia a cui presenziarono numerosi rappresentanti di università europee ed americane. Una medaglia d'oro commemorativa fu conferita a Stokes dal rettore dell'università, e busti di marmo di Stokes realizzati da Hamo Thornycroft furono formalmente offerti al Pembroke College e all'università da Lord Kelvin. Sir George Stokes, che fu nominato baronetto nel 1889, continuò a lavorare alla sua università rappresentandola in parlamento dal 1887 al 1892 in qualità di membro del collegio elettorale dell'Università di Cambridge. Per una frazione di questo periodo (1885-1890) fu anche presidente della Royal Society, della quale era stato uno dei segretari dal 1854. Poiché all'epoca era anche Professore Lucasiano, Stokes fu il primo a mantenere contemporaneamente i tre incarichi; anche Isaac Newton ebbe queste posizioni, ma non contemporaneamente.
Stokes fu il più anziano del terzetto degli scienziati, con James Clerk Maxwell e Lord Kelvin, che contribuirono in maniera sostanziale alla fama della scuola di fisica matematica di Cambridge nella metà del XIX secolo. La produzione scientifica di Stokes cominciò intorno al 1840, e da quell'anno in avanti, il gran numero dei suoi lavori fu inferiore solamente alla brillantezza della loro qualità. Il catalogo della Royal Society di riviste scientifiche pubblica i titoli di più di cento memorie che egli pubblicò dopo il 1883. Alcuni di questi sono solo brevi annotazioni, altri sono brevi discussioni o enunciati di correzione, ma la maggioranza sono trattati lunghi ed elaborati.

## Contributi alla scienza
La sua opera scientifica si è caratterizzata sia per nitidezza e finalità, sia per aver affrontati problemi che in precedenza erano considerati poco adattabili all'analisi matematica; in molti casi egli diede soluzioni che sistemarono una volta per tutte alcune regole fondamentali. Questo fatto può essere attribuito alla sua straordinaria capacità matematica, combinata con l'abilità sperimentale. Da quando, nel 1840, costruì alcuni semplici apparati fisici nelle sue stanze del Pembroke College, calcoli matematici ed esperimenti andarono di pari passo, assistendosi e controllandosi gli uni gli altri. Il raggio d'azione del suo lavoro coprì una vasta gamma di indagini fisiche, ma come Marie Alfred Cornu ricorda nella sua Rede lecture del 1899, la maggior parte di esso fu dedicata alle onde e alle trasformazioni a cui sono sottoposte durante il loro passaggio attraverso mezzi diversi.

### Dinamica dei fluidi
Le prime pubblicazioni di Stokes, effettuate nel 1842 e nel 1843, trattarono del moto di fluidi lenti incomprimibili e di alcuni casi particolari del moto di un fluido. A questi nel 1845 seguirono un trattato sull'attrito dei fluidi in moto e uno sull'equilibrio ed il moto di solidi elastici; nel 1850 pubblicò un ulteriore lavoro sugli effetti prodotti dall'attrito interno dei fluidi sul moto dei pendoli. Egli diede anche notevoli contributi alla teoria del suono, in particolare una discussione sull'effetto del vento sull'intensità di un suono e una teoria su come tale intensità sia influenzata dalla natura del fluido nel quale esso è prodotto. Queste ricerche fecero fare dei notevoli passi in avanti alla dinamica dei fluidi, e fornirono una chiave di spiegazione non solo per molti fenomeni naturali, come il galleggiamento delle nuvole nell'aria ed il cessare di increspamenti e onde nell'acqua, ma diedero anche soluzioni per problemi di carattere pratico, come il fluire dell'acqua nei fiumi e nei canali, o i rivestimenti per la resistenza degli scafi.

#### Flusso di scivolamento

Deformazione del flusso dovuto ad un ostacolo sferico: linee di forza e forze.

Il suo lavoro sui fluidi in moto e sulla viscosità lo portò a calcolare la velocità limite di una sfera caduta in un mezzo viscoso. La corrispondente legge è ora nota come legge di Stokes. Egli derivò anche un'espressione per la forza di attrito agente su oggetti sferici con un numero di Reynolds molto piccolo.
Il suo lavoro base riguarda una sfera che cade in un viscosimetro costituito da un tubo di vetro verticale nel quale un fluido è in moto stazionario. Una sfera di cui sono note superficie e densità è fatta scivolare attraverso il fluido. Se lanciata correttamente, essa raggiunge la velocità limite, che può essere misurata usando il tempo che impiega la sfera ad attraversare il tubo. Per fluidi opachi che non permettono una visione limpida possono essere usati dei sensori elettronici. Conoscendo la velocità limite, la superficie e la densità della sfera e la densità del fluido, la legge di Stokes può essere usata per calcolare la viscosità del fluido. Normalmente per gli esperimenti viene usata una serie di palle di acciaio di differente diametro, in modo da migliorare l'accuratezza dei calcoli. Negli esperimenti scolastici si usa la glicerina come fluido, e questa tecnica è utilizzata nelle industrie per controllare la viscosità del fluidi usati nei processi di produzione.
La stessa teoria spiega come mai piccole goccioline d'acqua (o cristalli di ghiaccio) possono rimanere sospesi in aria (come nuvole) finché raggiungono una misura critica e iniziano a precipitare come pioggia, neve o grandine. Un uso simile dell'equazione può essere fatto per studiare piccole particelle in acqua o altri fluidi.
Nel sistema CGS l'unità di viscosità cinematica fu nominata “Stokes”, in riconoscimento al suo lavoro.

### Luce
Probabilmente le sue ricerche più conosciute sono quelle che riguardano la teoria ondulatoria della luce. Il suo lavoro sull'ottica cominciò durante il primo periodo della sua carriera scientifica. Le sue prime pubblicazioni sull'aberrazione della luce furono del 1845 e del 1846, e a queste seguì, nel 1848, un articolo su alcune bande dello spettro della luce.
Nel 1849 pubblicò un corposo articolo sulla teoria dinamica del principio di diffrazione, nel quale mostrò che il piano di polarizzazione deve essere perpendicolare alla direzione di propagazione. Due anni più tardi si occupò anche della tavola dei colori.

### Fluorescenza

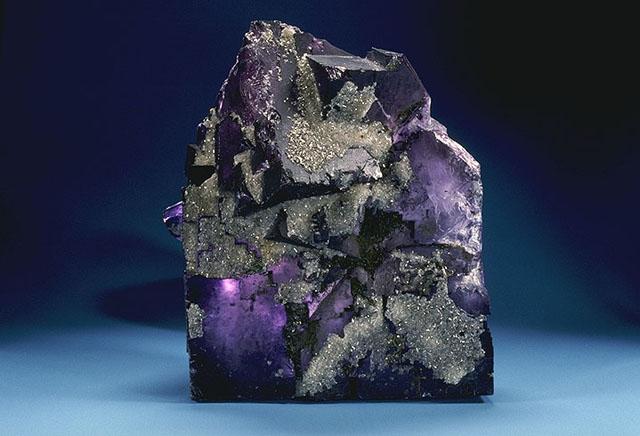
Fluorite

Nel 1852, con un famoso lavoro sul cambiamento della lunghezza d'onda della luce, descrisse il fenomeno della fluorescenza, osservato per fluorite e vetro d'uranio, materiali che avevano la caratteristica di convertire una invisibile radiazione ultra-violetta in una radiazione visibile con maggiore lunghezza d'onda. Lo “shift di Stokes”, la grandezza che descrive questo cambiamento, è stata così chiamata in suo onore. Fu mostrato anche un modello meccanico che illustra il principio dinamico della spiegazione data da Stokes. Il seguito di questa “riga di Stokes” fu spiegato con il processo di Raman scattering. Nel 1883, durante un intervento alla Royal Institution, Lord Kelvin affermò di aver sentito parlare di tale tecnica già da Stokes parecchi anni prima, e di avergli ripetutamente suggerito (invano) di pubblicare tali studi.

### Polarizzazione

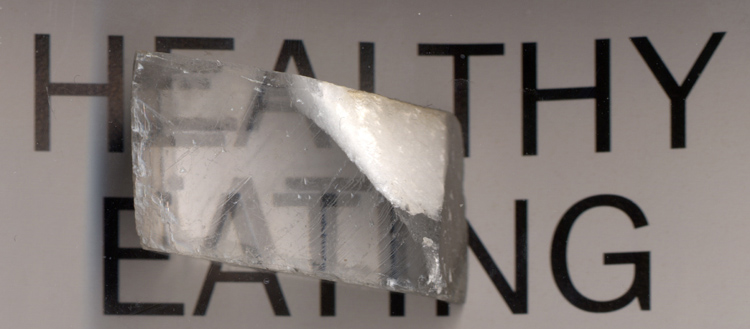
Cristallo di calcite poggiato su un foglio con alcune lettere; è evidente la birifrangenza.

Nello stesso anno, il 1852, apparve l'articolo sulla composizione e risoluzione di flussi di luce polarizzata da fonti differenti, e nel 1853 una ricerca sulla riflessione metallica mostrata da alcuni elementi non-metalli. La ricerca aveva il fine di evidenziare il fenomeno della polarizzazione della radiazione elettromagnetica. Intorno al 1860 Stokes fu impegnato in uno studio sull'intensità della luce riflessa da, o trasmessa attraverso una serie di lamine; inoltre nel 1862 preparò per la British Association una relazione sulla birifrangenza, un fenomeno in cui alcuni cristalli mostrano indici di rifrazione differenti lungo assi differenti. Probabilmente il cristallo più conosciuto è lo spato d'Islanda, costituito da cristalli di calcite trasparenti.
Un suo articolo sullo spettro di luce elettrica fu pubblicato nello stesso anno, e fu seguito da una relazione sullo spettro di assorbimento del sangue.

### Analisi chimiche
L'identificazione di corpi organici dalle loro proprietà ottiche ebbe origine nel 1864; e più tardi, in collaborazione con il rev. William Vernon Harcourt, studiò la relazione tra la composizione chimica e le proprietà ottiche di vari vetri, con riferimento alle condizioni di trasparenza e al miglioramento dei telescopi acromatici. In un lavoro successivo collegato alla costruzione di strumenti ottici, Stokes si occupò dei limiti teorici riguardo all'aperture degli obiettivi dei microscopi.

### Altri lavori

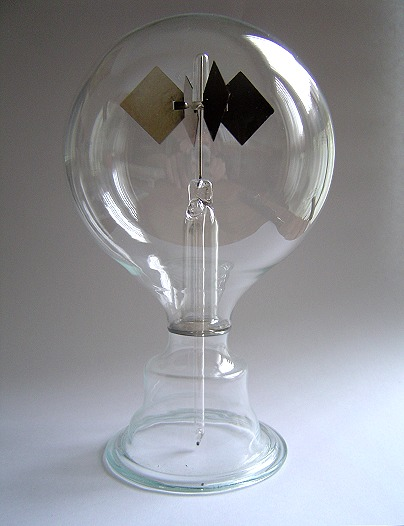
Radiometro di Crookes

Stokes si occupò di vari altri rami della fisica. Un suo articolo considera la conduzione del calore nei cristalli (1851) e altre ricerche furono svolte utilizzando il radiometro di Crookes. Più tardi sviluppò una sua teoria sui raggi X, in cui suggeriva che le onde potessero viaggiare trasversalmente come onde solitarie, non come treni regolari. Due lunghi articoli pubblicati nel 1840 – uno sull'attrazione e sul teorema di Clairaut, e l'altro sulla variazione del valore dell'accelerazione di gravità sulla superficie terrestre – meritano anch'essi attenzione, come anche i suoi scritti matematici sui valori critici della somma di serie periodiche (1847) e sul calcolo numerico di una classe di integrali definiti e di serie infinite (1850) e come la sua discussione su un'equazione differenziale connessa alla rottura di binari sui ponti (1849), ricerca portata alla sua attenzione e consegnata alla Royal Commission “sull'Uso del Ferro nelle strutture ferroviarie” dopo la tragedia del ponte Dee del 1847.

### Ricerche non pubblicate
La grossa mole dei lavori di Stokes pubblicati non esaurisce l'intero contributo fornito da lui alle scienze. Molti delle sue scoperte non furono pubblicate, o al massimo vennero solo accennate nel corso di lezioni e seminari. Un eccellente esempio si ha con il suo lavoro sulla teoria della spettroscopia.

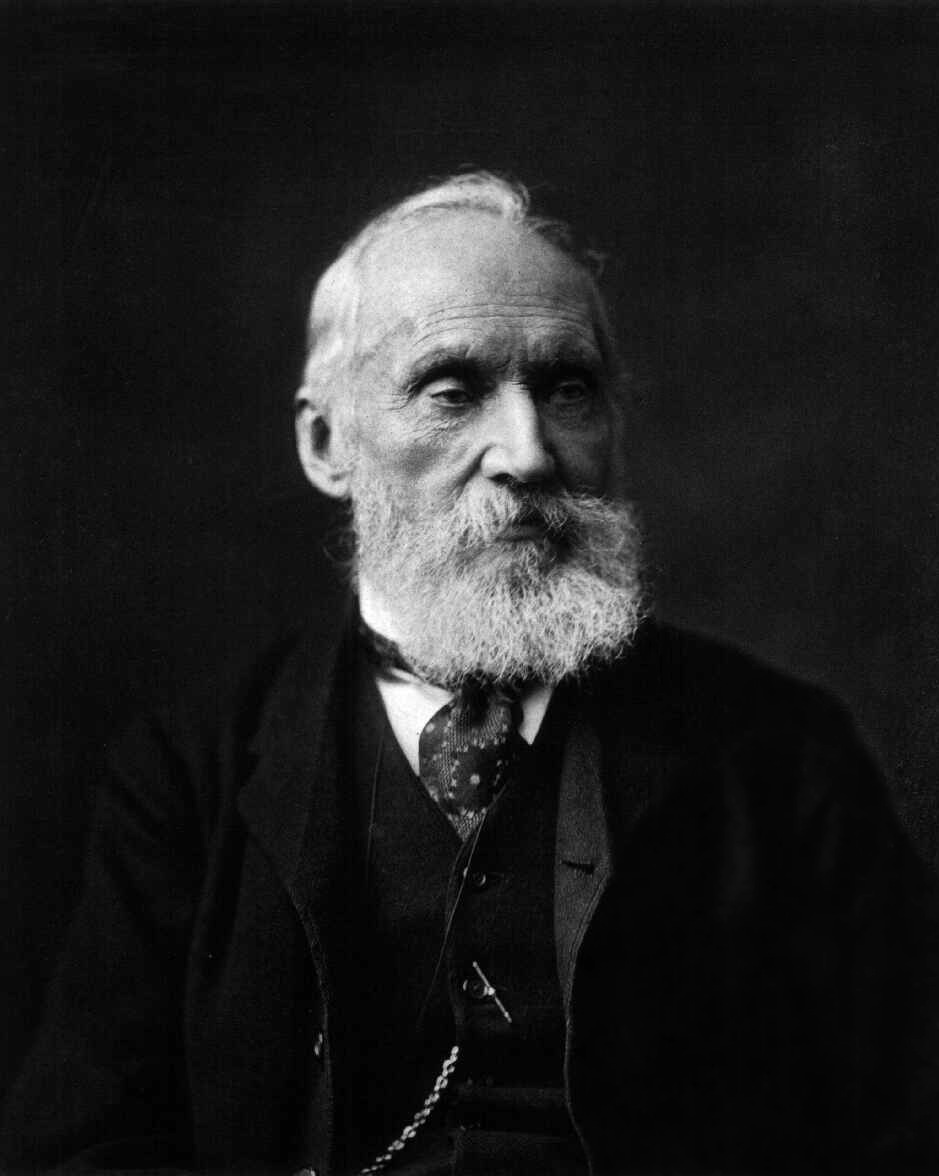
Lord Kelvin

Nella sua lettera di presentazione alla British Association nel 1871, Lord Kelvin dichiarò di credere che l'applicazione dell'analisi con prismi della luce alla composizione chimica solare e stellare non sarebbe mai stata possibile se Stokes non ci avesse lavorato all'Università di Cambridge qualche tempo prima dell'estate del 1852, giungendo ad alcune conclusioni teoriche e pratiche che imparò da Stokes a quel tempo, e che rivelò nelle sue letture pubbliche a Glasgow.

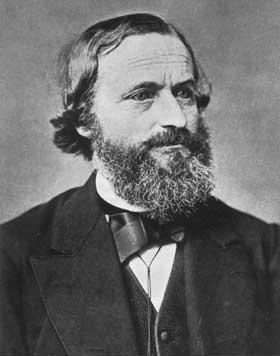
Kirchoff

Da questi scritti, contenenti i concetti fisici sui quali è basata la spettroscopia, e le modalità con le quali essa è applicabile per l'identificazione di sostanze presenti nel sole e nelle stelle, appare chiaro che Stokes anticipò Gustav Robert Kirchhoff di sette o otto anni circa. Stokes comunque, in una lettera pubblicata alcuni anni dopo, annunciò che aveva commesso un errore in un passo cruciale del procedimento, non considerando l'emissione di luce di lunghezza d'onda particolari, non soltanto possibili, ma necessarie per assorbimenti di luce di uguale lunghezza d'onda. Modestamente egli parlò di “ogni parte dell'ammirabile scoperta di Kirchhoff”, aggiungendo che alcuni suoi amici erano stati troppo generosi con lui in questa discussione. Va detto comunque che gli uomini di scienza inglesi non hanno accettato del tutto questa affermazione e attribuiscono ancora a Stokes il merito di aver enunciato per primo i principi fondamentali della spettroscopia.
Stokes contribuì al progresso della fisica e della matematica in vari altri modi. Poco dopo essere stato eletto professore Lucasiano annunciò che era parte del suo lavoro cercare di aiutare ogni membro dell'università che decidesse di intraprendere studi matematici, e la sua assistenza fu così costante, che gli studenti non vedevano l'ora di consultarsi con lui, anche dopo esserne diventati colleghi, su argomenti riguardanti problemi di carattere fisico e matematico nei quali avevano difficoltà. Durante i trent'anni in cui fu segretario della Royal Society si prodigò moltissimo per la crescita delle scienze matematiche e fisiche, non solo tramite le proprie ricerche, ma suggerendo problemi o argomenti di ricerca e invogliando gli studiosi a dedicarcisi, incoraggiandoli e aiutandoli continuamente.

#### Contributi all'ingegneria

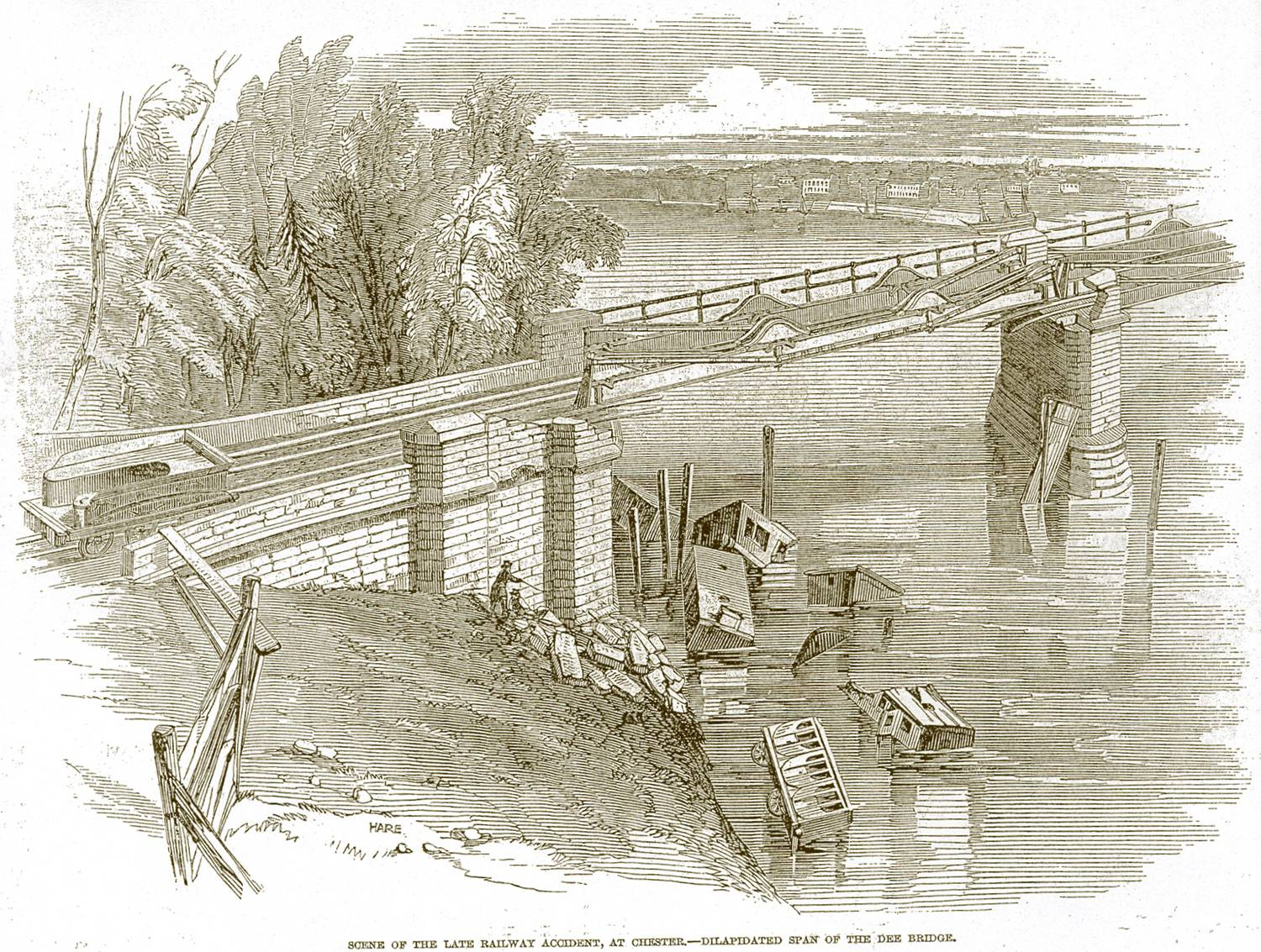
Il "Dee bridge" dopo il disastro

Stokes fu coinvolto in molte indagini di incidenti ferroviari, specialmente nel disastro del "Dee bridge", nel maggio del 1847, e prestò servizio come membro della Royal Commission costituita per giudicare l'utilizzo della ghisa nelle strutture ferroviarie. Contribuì anche al calcolo delle forze esercitate dal movimento dei veicoli sui ponti. Si stabilì che il ponte era crollato perché per supportare i carichi dei treni in movimento erano state usate travi di ghisa: la ghisa diventa fragile se sottoposta a tensioni o curvature, e si decise quindi che molti altri ponti andavano demoliti o rinforzati.

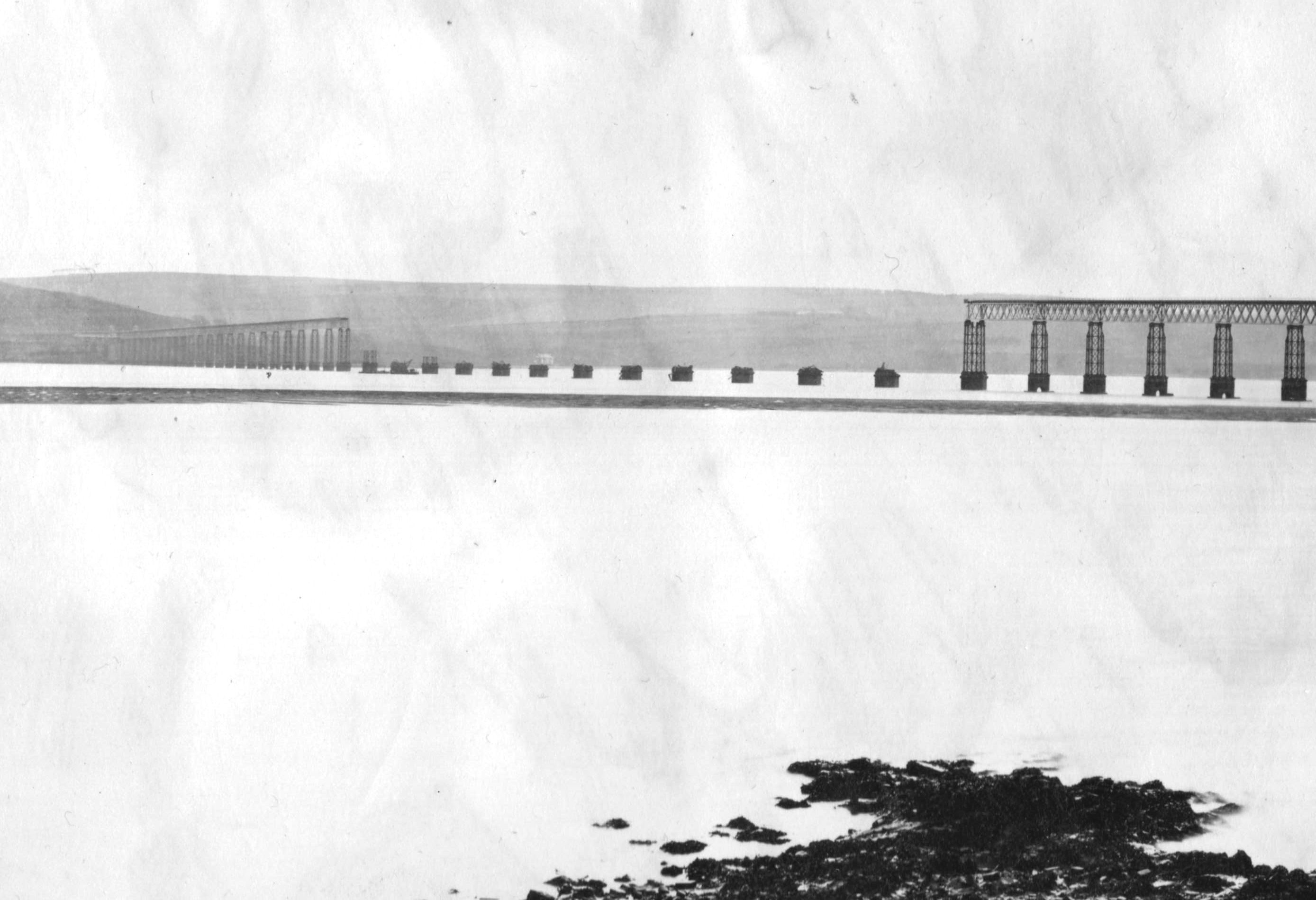
Crollo del "Tay Bridge"

Stokes comparve anche come testimone nella tragedia del "Tay bridge", dove diede la prova degli effetti del vento sulla struttura. La sezione centrale del ponte (nota come High Girders) fu completamente distrutta durante una tempesta il 28 dicembre del 1879, mentre un convoglio espresso era in quel tratto di ponte, e tutte le persone a bordo, più di 75, perirono. Il comitato per l'inchiesta ascoltò molti esperti e concluse che il ponte era mal progettato, mal costruito e scarsamente mantenuto.
Per questo e altri lavori fu nominato membro della Royal Commission che si occupava dell'effetto della pressione esercitata dal vento sulle strutture. Gli effetti di un vento forte su grandi costruzioni fino allora erano stati trascurati e la commissione stabilì una serie di interventi volti a migliorare le infrastrutture e a renderle resistenti alla forza del vento, specialmente durante le tempeste.

#### Contributi alla Cristianità
Sul piano della religione Stokes coltivò credenze e valori conservatori. Nel 1886 divenne presidente del Victoria Institute, un istituto cristiano fondato in seguito ai movimenti rivoluzionari intorno al 1860. Nel 1891 egli tenne a Edimburgo una delle Gifford lectures
(conferenze che si svolgono nelle università scozzesi istituite per promuovere e diffondere la Teologia Naturale).

## Onori e riconoscimenti
- Legge di Stokes, in fluidodinamica
- Raggio di Stokes in biochimica
- Teorema di Stokes, in geometria differenziale
- Linea di Stokes, in Raman scattering
- Relazioni di Stokes, in ambito della fase della luce riflessa da corpi non-assorbenti
- Shift di Stokes, in fluorescenza
- Equazioni di Navier – Stokes, in fluidodinamica
- Onda di Stokes, in fluidodinamica
- Scivolamento di Stokes, in fluidodinamica
- La funzione stream di Stokes, in fluidodinamica
- Le condizioni al contorno di Stokes, in fluidodinamica
- I fenomeni di Stokes nell'analisi asintotica
- Stokes (unità), un'unità di misura della viscosità cinematica (simbolo St)
- Parametri di Stokes e vettore di Stokes, usati per quantificare la polarizzazione di onde elettromagnetiche
- Registratore di Campbell-Stokes, strumento usato per registrare la luce del sole migliorato da Stokes, e ancora oggi largamente utilizzato
- Stokes (cratere lunare)
- Stokes (cratere di Marte)
- Dalla Royal Society, di cui divenne membro nel 1851, ricevette la medaglia Rumford nel 1852 per le sue ricerche sulla lunghezza d'onda della luce e, più tardi, nel 1893, la medaglia Copley.
- Nel 1869 ha presieduto il congresso sull'etere organizzato dalla British Association.
- Dal 1883 al 1885 fu lettore di Burnett ad Aberdeen, e le sue letture sulla luce, pubblicate nel 1884-1887, riguardavano la natura della luce, come usarla per indagare l'ambiente, e i suoi effetti benefici.
- Nel 1889 fu nominato baronetto.
- Nel 1891, come lettore di Gifford, pubblicò un volume sulla teologia naturale.
- Si distinse accademicamente anche per i gradi onorari ricevuti da molte università, insieme all'offerta di essere membro dell'”ordine Prussiano per meriti”.

## Raccolte delle pubblicazioni
Gli scritti fisici e matematici di Gorge Stokes furono pubblicati in una collezione di cinque volumi; i primi tre (Cambridge, 1880, 1883, 1901) curati da lui stesso, gli ultimi due (Cambridge, 1904, 1905) curati da Sir Joseph Larmor; questi selezionò e riunì anche le “Memorie e corrispondenze scientifiche di Stokes” pubblicato a Cambridge nel 1907.

## Scritti
- Memoir and scientific correspondence of the late Sir George Gabriel Stokes, (Volume 1) (Cambridge, University press, 1907)
- Memoir and scientific correspondence of the late Sir George Gabriel Stokes, (Volume 2) (Cambridge, University press, 1907)
- Mathematical and physical papers (Cambridge: University Press, 1880-1905)